# Dansk Svømmeunion
Dansk Svømmeunion er et specialforbund under Danmarks Idræts-Forbund som har til formål at fremme svømmesport og livredning i Danmark. De sportsgrene der hører under Dansk Svømmeunion er svømning, livredning, vandpolo, synkronsvømning og udspring. Dansk Svømmeunions hovedkontor ligger i Idrættens Hus.
Dansk Svømmeunion er medlem af LEN og FINA, og er et blandt otte lande som var med til at stifte FINA i 1908.

## Historie
Forbundet blev stiftet 6. april 1907 under navnet Dansk Svømme- og Livredningsforbund (DSLF) på initiativ af overretssagfører Johan L. Nathansen. I starten bestod forbundet af kun tre københavnske klubber: Hermes, Go-on og Hellerup Idrætsklub. Formålet med forbundet var at afholde DM i svømning, samt at udbrede kendskabet til svømning og livredning. I 1937 blev DSLF delt op i to underafdelinger: Dansk Svømme-Forbund og Dansk Livrednings-Forbund. De to foreninger eksisterede sideløbende indtil 1. januar 1979, hvor de blev genforenet i DSLF. DSLF skiftede d. 11. januar 2002 navn til Dansk Svømmeunion i 2002.

### Organisation
I begyndelsen var DSLF (Dansk Svømme- og Livredningsforbund) en enkelt organisation, men efterhånden som den voksede blev der oprettet en række lokale underafdelinger, som var opdelt efter geografi. Først blev Jysk Svømmeforbund (senere Jysk Svømmeunion, JSU) oprettet i 1917, og derefter Københavns Svømmeunion (KSU) i 1918. I 1924 stiftedes Sjællands Svømmeunion (SSU) og Lolland Falsters Svømmeunion (senere Svømmeunion Storstrømmen, SUS) og 1925 fulgte Fyns Svømmeunion (FSU). I 1990 blev der vedtaget en ændring af unionens struktur, mod at få afskaffet de gamle lokale svømmeunioner. Disse blev endeligt afskaffet i 1994 og der blev dannet to repræsentantskaber, ét som skulle varetage Danske Svømmeunions interesser øst for Storebælt, Svømmeregion Øst (SRØ), og ét vest for Storebælt, Svømmeregion Vest (SRV). De to regioner blev nedlagt på repræsentantskabsmøder i foråret 2007, som følge af et forslag om en ny, forbedret struktur for Dansk Svømmeunion.

## Formænd

### Formænd for Dansk Svømme- og Livredningsforbund (1907-37)
1907 - 1909 Johan Ludvig Nathansen 

1909 - 1910 Peder Lykkeberg 

1910 - 1920 Holger Louis Nielsen 

1920 - 1922 H.P. Lund 

1922 - 1923 Gunnar Fürstnow 

1923 - 1928 Holger Louis Nielsen 

1928 - 1935 Carl V. Petersen 

1935 - 1936 August Jensen 

1936 - 1937 Niels Jagd 

## Formål
Dansk Svømmeunion forvalter midler fra DIF til svømmesporten landet over, og skal bl.a. varetage følgende opgaver:
- arbejde for at give alle mulighed for at kunne dyrke svømning på såvel motions- som eliteplan
- arbejde for at forhindre drukneulykker ved at undervise i livredning og selvredning
- udbrede kendskab til svømmeregler på dansk efter FINAs retningslinjer
- sørge for afvikling af og før tilsyn med danske mesterskaber, landskampe og lignende aktiviteter

De aktiviteter der, udover svømning, hører under Dansk Svømmeunion er udspring, synkronsvømning, vandpolo og livredning.